# Glena muricolor
Glena muricolor är en fjärilsart som beskrevs av George Duryea Hulst 1896. Glena muricolor ingår i släktet Glena och familjen mätare. Inga underarter finns listade i Catalogue of Life.